# Кладосиктис
Кладосиктис (лат. Cladosictis) — вымерший род метатериев, обитавший в Северной Америке в позднем олигоцене — раннем миоцене.
Представлял собой существо, размерами тела и внешним видом напоминавшее выдру. Длина тела составляла около 80 см. Тело и хвост были длинными, конечности — короткими.
По-видимому, кладосиктис охотился на мелких животных в низких зарослях, используя для маскировки свой низкий рост. Вероятно, он также воровал яйца птиц и рептилий. Челюсти кладосиктиса напоминали по строению челюсти современных хищных — у него тоже имелись острые клыки и режущие хищные зубы.

## Классификация
По данным Paleobiology Database, на май 2025 род включает 3 вида:
- †Cladosictis centralis Ameghino, 1902
- †Cladosictis defossa Ameghino, 1887
- †Cladosictis patagonica Ameghino, 1887